# 詩人之血
《詩人之血》是一部由夏爾·德·諾阿耶出資，尚·考克多導演的法國前衛電影。此片是攝影師李·米勒唯一出鏡的電影，著名高空雜技表演者巴尔贝特也於此片中演出。這部電影是《奧菲三部曲》的第一部，由1950年的第二部《奧費斯》續接，以1960年的《奧菲的遺言》終結。

## 演員表
- 恩里克·里韦罗斯（英语：Enrique Riveros） 飾 詩人
- 李·米勒 飾 雕像
- 波利娜·卡尔东（英语：Pauline Carton） 飾 孩童敎員
- 让·德博尔德（法语：Jean Desbordes） 飾 路易十五 / 友人
- Féral Benga 飾 暗黑天使
- 奥黛特·塔拉扎克（英语：Odette Talazac）
- Fernand Dichamps
- Lucien Jager
- 巴尔贝特（英语：Barbette (performer)）

## 製作
《詩人之血》由諾阿耶子爵夏爾資助考克多一百萬法郞而拍攝，考克多邀請了子爵和他的妻子玛丽-洛尔·德·诺阿耶以及子爵的其他友人一起參與拍攝影片中的一幕劇院派對塲景。

## 發行延遲
電影製作完成後不久，就有謠言說影片包含反基督教的訊息。加上另一部同為諾阿耶家族製片的極具爭議的電影《黃金年代》，致使夏爾子爵被驅逐出著名的巴黎賽馬會，甚至還受到天主教會以絕罰處置的威脅。這塲風波導致《詩人之血》的發行延遲了一年有餘。

## 外部連結
- 互联网电影数据库（IMDb）上《詩人之血》的资料（英文）
- AllMovie上《詩人之血》的资料（英文）
- Criterion Collection essay by Jean Cocteau （页面存档备份，存于） （英文）
- 開眼電影網上《詩人之血》的資料（繁體中文）
- 香港外語電影資料網上《詩人之血》的資料 （繁體中文）